# Moduł muzyczny
Zasugerowano, aby zintegrować ten artykuł z artykułem MOD (dyskusja). Nie opisano powodu propozycji integracji.
Moduł muzyczny – format pliku muzycznego (rozszerzenie *.mod – w komputerach Amiga – mod.*), zawierającego w sobie ścieżkę sekwencera (wraz z efektami) oraz próbki dźwiękowe (sample). Format powstał pod koniec lat '80, rozpowszechniony głównie dzięki aplikacji SoundTracker, dostępnej dla komputerów Amiga. Początkowo umożliwiał on zapis czterech kanałów (po dwa w panoramie stereo), jednak wraz ze zwiększeniem mocy obliczeniowej komputerów powstawały kolejne formaty, m.in. XM – który umożliwiał użycie nawet 64 kanałów.
Cechą charakterystyczną modułów muzycznych była ich niesamowicie znikoma "waga" – kilkominutowe utwory zajmowały średnio 300 kilobajtów – a przy użyciu bardzo krótkich sampli, nawet i 4 kilobajty, dzięki czemu często używane były np. w demach, ale także grach komputerowych.
Moduły muzyczne miały swoje własne miejsce na amigowej demoscenie, również polskiej: najbardziej rozpoznawalni twórcy polskiego pochodzenia, których utwory wykorzystywane były przy okazji produkcji gier komputerowych, dem, itp., to Scorpik, Revisq oraz XTD.
Do tworzenia modułów służy oprogramowanie zwane trackerem.

## Popularne formaty
- MOD (Sound/Noise/Fast/ProTracker),
- MOD (Startrekker/Audio Sculpture),
- XM (Fast Tracker II),
- IT (Impulse Tracker),
- S3M (Scream Tracker 3),
- STM (Scream Tracker 1 i 2),
- 669 (Composer 669),
- FAR (Farandole Composer),
- ULT (Ultra Tracker).

### mniej popularne
- AC1D (AC1D Packer),
- ALM (Aley Keptr),
- AMD (Amusic Adlib Tracker)
- CRB (Heatseeker),
- DBM (DIGIBooster Pro),
- DI (Digital Illusions),
- DIGI (DIGI Booster),
- DTM (Digital Tracker),
- EMOD (Quadra Composer),
- FC-M (FC-M Packer),
- FNK (Funktracker),
- GT2 (Graoumf Tracker 2),
- HSC (HSC-Tracker),
- IMF (Imago Orpheus),
- IMS (Images Music System),
- KRIS (ChipTracker),
- KSM (Kefrens Sound Machine),
- LIQ (Liquid Tracker)
- M15 (Soundtracker),
- MDL (Digitrakker),
- MMD (OctaMED),
- MP (Module Protector),
- MGT (Megatracker),
- MTM (Multitracker),
- MT (Madtracker),
- MTN (Soundtracker 2.6/Ice Tracker),
- NP (NoisePacker),
- OKT (Oktalyzer),
- P60A (The Player 6.0a),
- PM (Power Music),
- PM01 (Promizer 0.1),
- PM10 (Promizer 1.0c),
- PM18 (Promizer 1.8a),
- PM20 (Promizer 2.0),
- PM40 (Promizer 4.0),
- PP10 (Pha Packer),
- PRU1 (ProRunner 1.0),
- PRU2 (ProRunner 2.0),
- PTM (Poly Tracker),
- PTM (Protracker),
- RAD (Reality Adlib Tracker),
- SFX (SoundFX 1.3),
- STIM (Slamtilt),
- STX (STMIK 0.2),
- UNIC (Unic Tracker),
- WN (Wanton Packer),
- XANN (XANN Packer),
- ZEN (Zen Packer).